# Dornier Do 217
El Dornier Do 217 va ser un bombarder bimotor alemany construït per Dornier Flugzeugwerke. Es va utilitzar per la Luftwaffe des del 1940 fins al final de la Segona Guerra Mundial.
Dissenyat com a desenvolupament més potent del Dornier Do 17 va ser designat inicialment com a bombarder pesant estratègic. També va realitzar operacions tàctiques, ja sigui d'atac directe a terra o atacs anti-transport marítim durant la batalla de l'Atlàntic i la batalla de Normandia. El Do 217 també es va convertir en un caça nocturn i va veure considerables accions en la campanya de Defensa del Reich fins a la fi de la guerra.
També va servir en unitats anti-vaixells al Mediterrani, atacant combois i unitats navals aliades durant la Batalla del Mediterrània. El 1943, el Do 217 va ser el primer avió a desplegar una munició guiada amb precisió en combat, quan una bomba guiada per ràdio Fritz X va enfonsar el cuirassat italià Roma.
Després del final de la guerra, almenys un Dornier Do 217 va continuar al servei operatiu militar amb la força aèria suïssa fins al 1946.

## Disseny i desenvolupament
El 1937, a petició del RLM, Dornier va començar a dissenyar una versió més grossa del Dornier Do 17 amb més capacitat de bombes i combustible. El nou avió també havia de poder instal·lar qualsevol motor dels que hi havia en servei en aquell moment i ser capaç de bombardejar tant en horitzontal com en picat. El primer prototip de prova DO 217 V1 anava motoritzat amb el motor Damlier Benz DB 603A i va volar per primera vegada el 4 d'octubre de 1938, però es va estavellar l'11 d'octubre de 1938 durant les proves de vol. Les versions de prova posteriors estaven equipades amb motors Junkers JUMO 211A i BMW 139. Finalment es va decidir que les versions de producció equiparien el BMW 801. A principis de 1940 la versió V9 abandona el cos prim del Do 17 per un de més gruixut que permet augmentar fins a 4000 kg la carrega de bombes. Aquesta versió serà la que entrarà en producció com a DO 217E-1. A mitjans de 1941 i després de varis accidents amb el aerofrens es va descartar que fos un bombarder en picat.
La versió E-2 introdueix una torreta dorsal equipada amb una MG 131 augmentant així el seu armament defensiu de les versions anteriors que incloïen 5 MG 15. El 1941, la versió J-1 es va dissenyar com a caça nocturn, amb un nou morro sense vidres que equipava quatre MG FF i quatre MG 17 frontals, a més de l'armament defensiu de les versions anteriors, també se li va retirar la bodega de les bombes reduint-li pes. A partir de la versió J-2, incorporaria el radar FuG 202 Lichtenstein.
La versió K-1 recupera el morro arrodonit amb vidres i és dedicada al bombardeig nocturn, les seves variants K-2 i K-3 s'especialitzaran en els atacs contra vaixells amb les bombes radioguiades Fritz X i Henschel He 293 incorporant l'equip de guiatge FuG 203 Kehl.
Les versions M-1 i N-1 es van motoritzar amb el motor en línia Damlier Benz DB 603. La versió M-1 era com la versió K-1 i la versió N-1 era com la J-2 que incorporava 4 MG FF dorsals com a Schräge Musik.

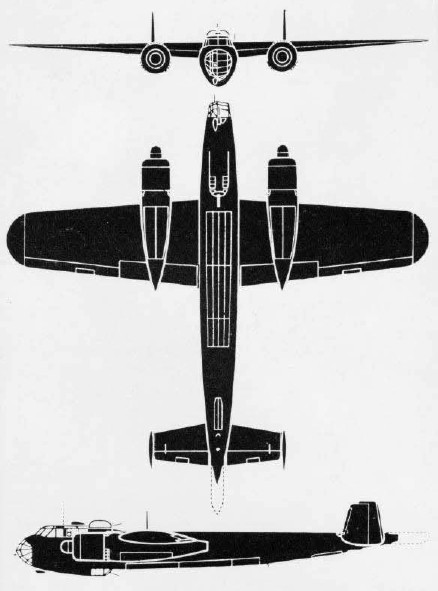
Perfils del Dornier Do 217E

## Ús en combat
Els primers lliuraments de Do 217 a les unitats operatives de la Luftwaffe van ser els avions de reconeixement Do 217A-0 de preproducció, que van entrar en servei amb l'Aufklärungsgruppe der Oberfehlshaber der Luftwaffe per dur a terme missions de reconeixement clandestí sobre la Unió Soviètica. Els lliuraments del Do 217E-1 van començar a finals del 1940, amb alguns avions que es van unir a una altra unitat de reconeixement, 2 Staffel de Fernaufklärungsgruppe 11, que també va estar involucrat en vols espia sobre la Unió Soviètica des de bases a Romania.

### Europa occidental
La primera unitat de bombarders a rebre el Dornier Do 217 va ser el II Gruppe de la Kampfgeschwader 40 (II / KG 40) el març de 1941, seguida de la KG 2 més tard aquell any. Al principi aquestes unitats, amb seu als Països Baixos, es van utilitzar per dur a terme operacions de minat i anti-vaixells al mar del Nord. La nit del 24 i 25 d'abril de 1942, però, Dornier Do 217 del KG 2 va participar en un atac a la ciutat d'Exeter, la primera incursió del que es coneixia com el Baedeker Blitz. Els Dorniers del KG 2 van ser fortament desplegats durant les incursions de Baedeker Blitz, contra les ciutats provincials britàniques menys defensades que Londres, que van continuar fins al juliol d'aquesll mateix any.
El 19 d'agost de 1942 els aliats van llançar una incursió amfibia a Dieppe al nord de França, amb el KG 2 llançant gairebé tota la seva força de 80 aeronaus en resposta, perdent 20 aparells sobre Dieppe.
Les unitats de bombarders equipades amb el Dornier Do 217 van passar la major part de la resta de 1942 recuperant-se d'aquestes pèrdues i tornant a equipar-se amb els nous models Do 217K i M. Els atacs nocturns contra la Gran Bretanya que es van reiniciar el gener de 1943 i va continuar esporàdicament durant tot l'any, patint grans pèrdues El ritme d'atacs contra Gran Bretanya va tornar a augmentar el gener de 1944 amb el llançament de l'Operació Steinbock, amb el Do 217 equipant els Gruppe I i III de la KG/2 i I/KG 66, aquests atacs van continuar fins al maig, i les unitats de bombarders van tornar a patir greus pèrdues.
Dos Gruppen de la Kampfgeschwader 100 (KG 100) es van equipar amb Do 217 el 1943, amb el II/KG 100 rebia el Do 217E-5, equipat per portar la bomba guiada Hs 293 i III/KG 100 el Do 217K-2, equipat amb la bomba guiada Fritz-X. El II/KG 100 va debutar en combat contra els vaixells de la Royal Navy al Golf de Biscaia el 25 d'agost de 1943, quan va danyar el HMS Landguard, mentre que el 27 d'agost, un segon atac de 18 Do 217 va enfonsar el HMS Egret i va danyar el destructor HCMS Athabaskan. Aquest atac va provocar la retirada temporal de les naus de la Royal Navy del Golf de Biscaia fins que els avions equipats amb arma guiada van ser transferits al Mediterrani després dels desembarcaments aliats a Salern.
Les últimes accions de les unitats equipades amb el Do 217 sobre Europa occidental van ser contra el desembarcament de Normandia el juny de 1944, quan les restants unitats de bombarders equipades Do 217, els Gruppe II/KG 2 i III/KG 100 van entrar en acció contra els desembarcaments aliats. Les pèrdues van ser grans, amb III/KG 100 perdent 8 dels 13 Do 217 que tenia operatius en 10 dies de combats. Amb el trencament del front el juliol, El III/KG 100 va enviar els seus Do 217 restants per dur a terme atacs sobre els ponts dels rius Sée i Sélune amb bombes Hs 293. Van aconseguir un únic impacte en un dels ponts, que va romandre en ús, mentre que es van abatre 7 Do 217.

### Mediterrània i Itàlia
Quan el 9 de setembre de 1943 es va anunciar l'armistici italià amb els aliats, la flota italiana va rebre la instrucció de navegar cap a Malta. El III/KG 100, amb seu a Marsella, va llançar un atac des de la seva base, que comprenia 9 Do 217 armats amb bombes guiades Fritz-X atacant els vaixells de guerra italians prop de Còrsega, enfonsant el cuirassat Roma i danyant el cuirassat Itàlia. Els Do 217 també van ser desplegats contra els desembarcaments aliats a Salerno, danyant els creuers USS Savannah i HMS Uganda i el cuirassat HMS Warspite amb bombes Fritz X.
Els Dorniers del KG 100 van continuar desplegant-se contra combois al Mediterrani, però en el moment dels desembarcaments d'Anzio el gener de 1944, una forta cobertura de caça aliada i contramesures electròniques va reduir l'efectivitat dels atacs, tot i que els míssils Hs 293 van enfonsar el creuer HMS Spartan i diversos destructors i vaixells mercants.

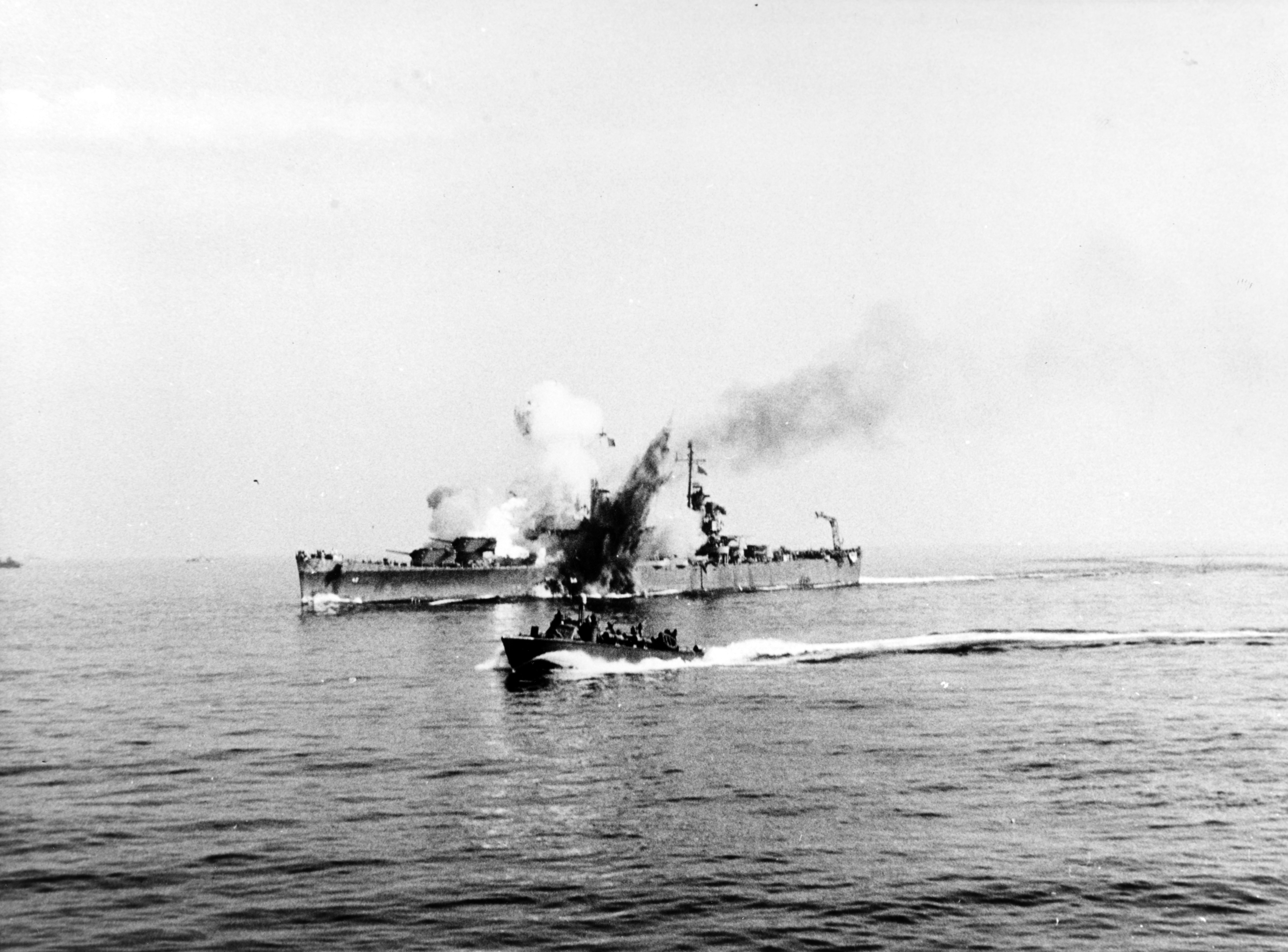
USS Savannah (CL-42) rep l'impacte d'una bomba guiada Fritz X, Salerno, 11 setembre 1943

### Defensa del Reich
Els lliuraments del Dornier Do 217J-1 van començar el març del 1942, L'estiu d'aquell any el J-1 va quedar relegat al paper d'entrenament, substituït pel J-2 equipat amb el radar FuG 202 Lichtenstein en unitats de primera línia. Malgrat les limitacions de l'avió, el Do 217 va ser àmpliament utilitzat, sent utilitzat per 11 gruppen de caça nocturna, tot i que no va equipar completament cap unitat, normalment operava conjuntament amb el Messerschmitt Bf 110. La Luftwaffe va desplegar el Do 217 com a caça nocturn sobre Itàlia i el front de l'Est, així com en defensa directa d'Alemanya, però va quedar fora del servei a mitjans de 1944.

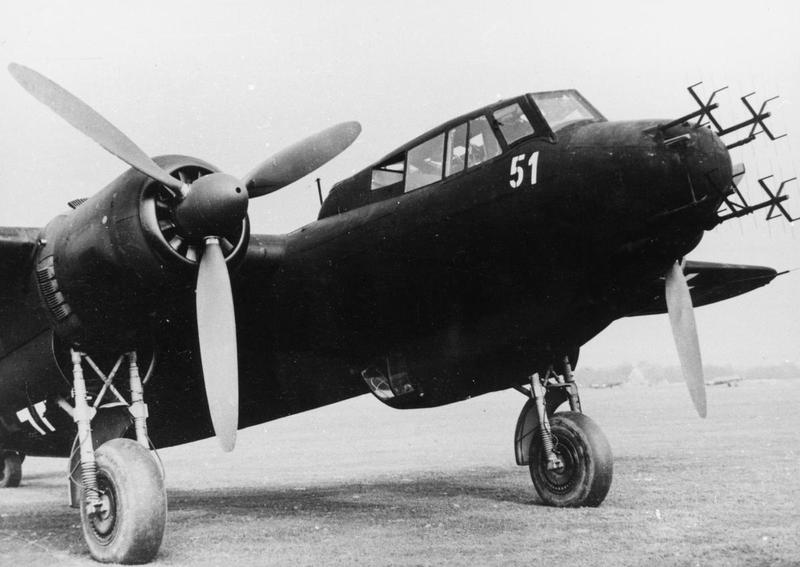
Dornier Do 217J-1 equipat amb el radar FuG 202